# Чемпіонат острова Сантьягу з футболу
Чемпіонат острова Сантьягу з футболу або Liga Insular de Santiago — чемпіонат острова Сантьягу з футболу, який проводився до 2002 року.

## Історія
Турнір існував офіційно до 2002 року, коли лігу було розділено на дві зони північну та південну. Переможець чемпіонату острова здобував право виступати в Чемпіонаті Кабо-Верде.
Чемпіонат острова Сантьягу є одним з дрох найстарших острівних чемпіонатів у Кабо-Верде. До 1960 року ліга включала до свого складу усі футбольні клуби з південної частини Кабо-Верде і функціонувала як регіональний чемпіонат.

## Переможці

### До здобуття країною незалежності
- 1953-59 : невідомо
- 1959/60 : Травадореш
- 1960/61 : Спортінг (Прая)
- 1961/62 : невідомо
- 1962/63 : Боавішта (Прая)
- 1963/64 : невідомо
- 1964/65 : Академіка (Прая)
- 1965/66 : невідомо
- 1966/67 : Академіка (Прая)
- 1967/68 : Травадореш
- 1968/69 : Спортінг (Прая)
- 1970-71 : невідомо
- 1971/72 : Травадореш
- 1972/73 : Віторія (Прая)
- 1973/74 : Спортінг (Прая)
- 1974/75 : невідомо

### Після здобуття країною незалежності
- 1975/76 : невідомо
- 1976/77 : Спортінг (Прая)
- 1978-83 : невідомо
- 1984/85 : Спортінг (Прая)
- 1985-87 : невідомо
- 1987/88 : Спортінг (Прая)
- 1988/89 : Академіка (Прая)
- 1989/90 : Дешпортіву да Прая
- 1990/91 : Спортінг (Прая)
- 1991/92 : Травадореш
- 1992/93 : Боавішта (Прая)
- 1993/94 : Травадореш
- 1994/95 : Боавішта (Прая)
- 1995/96 : Травадореш
- 1996/97 : Спортінг (Прая)
- 1997/98 : Спортінг (Прая)
- 1998/99   не проводився
- 1999/00 : Травадореш
- 2000/01   не проводився
- 2001/02 : Спортінг (Прая)

## Чемпіонства по клубах

### До здобуття країною незалежності
| Клуб             | Перемог | Переможні роки   |
| ---------------- | ------- | ---------------- |
| Спортінг (Прая)  | 3       | 1961, 1969, 1974 |
| Травадореш       | 3       | 1960, 1968, 1972 |
| Академіка (Прая) | 2       | 1964, 1965       |
| Боавішта (Прая)  | 1       | 1963             |
| Віторія (Прая)   | 1       | 1973             |

### Після здобуття країною незалежності
| Клуб               | Перемог | Переможні роки                     |
| ------------------ | ------- | ---------------------------------- |
| Спортінг (Прая)    | 6       | 1976, 1985, 1988, 1991, 1997, 2002 |
| Академіка (Прая)   | 1       | 1989                               |
| Травадореш         | 4       | 1992, 1994, 1996, 2000             |
| Боавішта (Прая)    | 2       | 1993, 1995                         |
| Дешпортіву да Прая | 1       | 1990                               |